# Русская (бухта, Авачинский залив)
Русская — бухта в юго-западной части Авачинского залива у юго-восточного побережья полуострова Камчатка. До 1952 года отмечалась на картах под местным, ительменским названием Ахомтен. Относится к территории Елизовского района Камчатского края России.

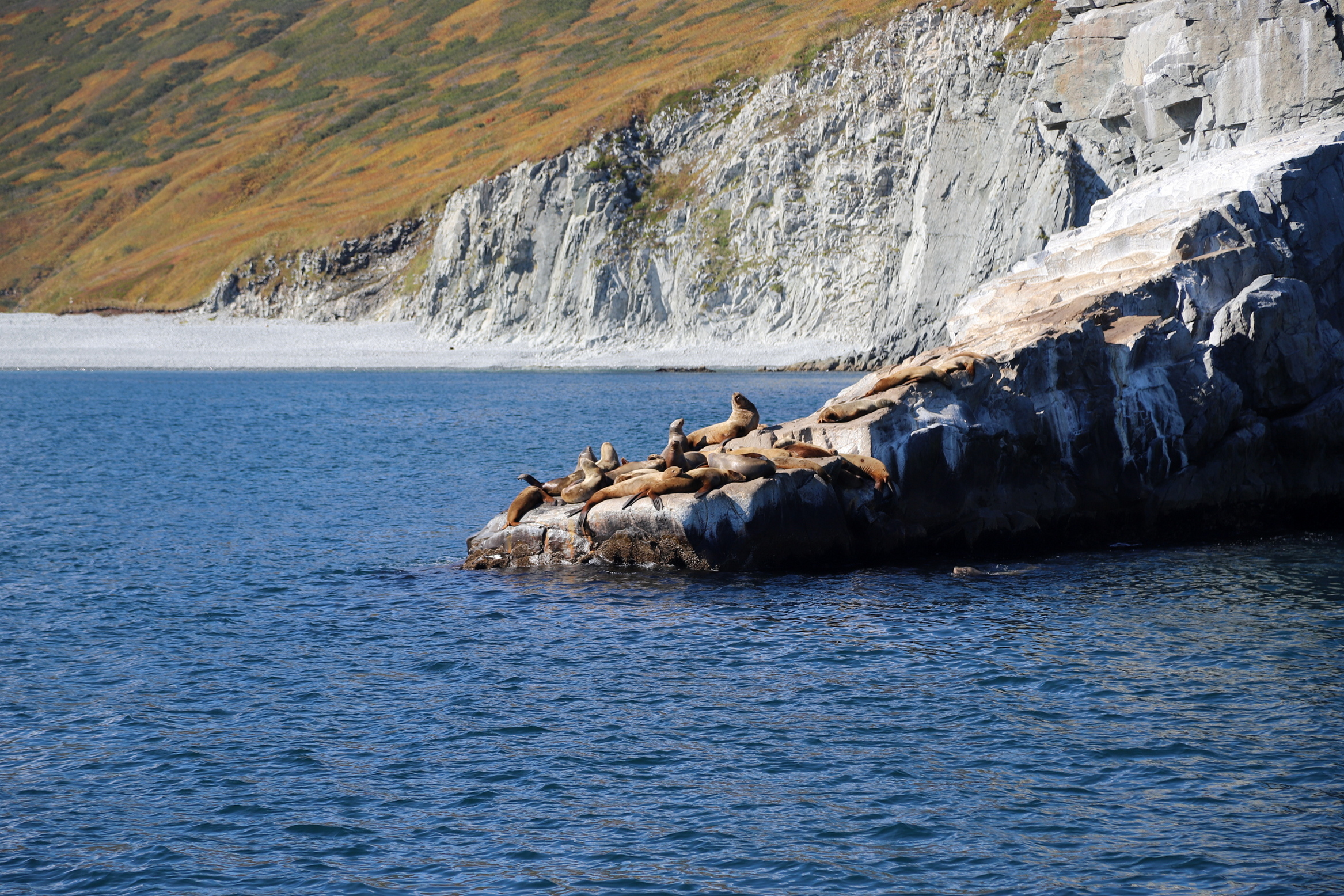
Сивучи в Русской бухте

Бухта узкая, фьордового типа, вдаётся в материк на юго-запад, в окружении гор. Берега при входе утёсисты, северный крут и каменист, с камнями и рифами вблизи, южный невысок. Грунт на отмелях — камень и песок. В залив впадает река Русская и несколько ручьёв.
Первое гидрографическое обследование бухты было произведено в 1790 году. В 1830 году была проведена подробная морская съёмка. До конца 1930-х годов бухта служила местом временного пристанища судов при неблагоприятных условиях. Во время Великой Отечественной войны бухта Русская стала пунктом формирования караванов транспортных судов, следовавших из портов Северной Америки во Владивосток с военными грузами. С 1970-х годов бухта активно используется рыбацкими судами для пополнения запасов пресной воды, перегруза продукции, смены экипажей.